# Fabian Collan
Fabian Collan, född 18 december 1817 i Idensalmi, död 17 februari 1851 i Helsingfors, var en finländsk journalist, skolman och filosof. Han var bror till Karl Collan. Hans föräldrar var Pehr Johan Collan och Christina Elisabet Crohns.
Collan väckte omkring 1840 uppmärksamhet då han i Helsingfors morgonblad spred de finsk-nationalistiska idéerna och offentliggjorde uppsatser i finsk mytologi, skönlitterära arbeten med mera. 1843 blev Collan docent i historia och verkade 1844-1850 som rektor i Kuopio samt utgav under denna tid en finsk språklära (1847). 1850 utnämndes han till adjunkt i filosofi vid Helsingfors universitet, sedan han utgivit två filosofiska disputationer på latin, behandlande Sokrates och hegelianismen.
Fabian Collans Valda skrifter tillsammans med en levnadsbeskrivning utgavs 1872 av Valfrid Vasenius.

## Verk
- De reformationis in Fennia initiis (1843)[4]
- Finsk språklära (1847)
- De notione necessitatis Hegeliana (1850)
- De Socrate philosopho et cive, supplicio capitis affecto (1850)
- Lärobok i gamla tidens historia (1850-51)
- Kekri-aatto (1864)
- Valda skrifter (1872)